# Bruntsfield Links
Bruntsfield Links är en park i Storbritannien.   Den ligger i riksdelen Skottland, i den centrala delen av landet, 500 km norr om huvudstaden London. Bruntsfield Links ligger 85 meter över havet.
Terrängen runt Bruntsfield Links är platt åt nordost, men åt sydväst är den kuperad. Havet är nära Bruntsfield Links norrut.Runt Bruntsfield Links är det tätbefolkat, med 297 invånare per kvadratkilometer. Närmaste större samhälle är Edinburgh, 1,4 km norr om Bruntsfield Links. Trakten runt Bruntsfield Links består i huvudsak av gräsmarker.